# Perrigny (Yonne)
Perrigny – miejscowość i gmina we Francji, w regionie Burgundia-Franche-Comté, w departamencie Yonne.
Według danych na rok 1990 gminę zamieszkiwały 1103 osoby, a gęstość zaludnienia wynosiła 87 osób/km² (wśród 2044 gmin Burgundii Perrigny plasuje się na 208. miejscu pod względem liczby ludności, natomiast pod względem powierzchni na miejscu 762.).